# Epicypta flavicauda
Epicypta flavicauda är en tvåvingeart som först beskrevs av Edwards 1935.  Epicypta flavicauda ingår i släktet Epicypta och familjen svampmyggor. Inga underarter finns listade i Catalogue of Life.